# Unión Juárez
Unión Juárez è un comune del Messico, situato nello stato di Chiapas.